# Muzeum Lambinet
Muzeum Lambinet (franc. Musée Lambinet) – mieszczące się w Wersalu muzeum poświęcone historii tego miasta i sztuce. 
Muzeum mieści się w dawnym budynku mieszkalnym typu hôtel particulier, wybudowanym w drugiej połowie XVIII wieku. Budowę zlecił Joseph-Barnabé Porchon w 1751, na miejscu uprzednio osuszonego stawu. W 1852 nabył go prawnik i syn burmistrza Victor Lambinet. W 1929 jego spadkobiercy przekazali dom miastu, z przeznaczeniem na siedzibę miejskich zbiorów dzieł sztuki. Kolekcja muzeum jest podzielona na trzy działy: historia Francji, historia miasta oraz eksponaty związane z rewolucją francuską, rekonstrukcja XVIII-wiecznego mieszkania i dział sztuk pięknych.